# 勘解由小路資承

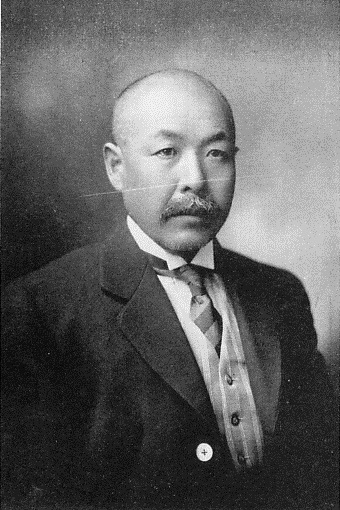
勘解由小路資承

勘解由小路 資承（かでのこうじ すけこと、1860年10月26日〈万延元年9月13日〉 - 1925年〈大正14年〉6月18日）は、日本の華族。子爵。藤原北家日野流勘解由小路家当主（第10代）。貴族院議員。勘解由小路資生三男。

## 経歴
1872年（明治5年）宮内省に出仕。1887年（明治20年）1月12日、明宮勤務（年俸二百四十円下賜）。1889年（明治22年）東宮侍従に就任。1891年（明治24年）4月6日、東宮習志野行啓供奉。父の死去に伴い1893年（明治26年）2月23日、家督を相続した。1895年（明治28年）1月24日、東宮侍従を依願免官。
1911年（明治44年）7月10日、貴族院子爵議員に当選し、死去するまで2期在任した。
1925年（大正14年）6月18日、保養先の娘婿松村義一宅で脳溢血により逝去。墓所は港区善光寺。

## 栄典

### 位階
- 1893年（明治26年）3月31日 - 従四位[11]
- 1898年（明治31年）6月20日 - 正四位[12]
- 1906年（明治39年）6月30日 - 従三位[13]。
- 1915年（大正4年）7月10日 - 正三位[14]。
- 1925年（大正14年）6月18日 - 従二位[15]

### 勲章
- 1915年（大正4年）12月1日 - 勲五等瑞宝章[16]
- 1916年（大正5年）4月1日 - 勲四等瑞宝章[17]
- 1924年（大正13年）5月31日 - 勲三等瑞宝章[18]

## 家族
- 妻：豊子（副島種臣次女）
  - 女子：好子（松村義一夫人）[1]
  - 女子：康子（志賀直哉夫人）
  - 養子：勘解由小路資淳（松村義一次男）[1]